# Thomas Frederic Williams
Thomas Frederic Williams, kanadski letalski častnik, vojaški pilot in letalski as, * 12. oktober 1885, Ontario, † julij 1985, Woodstock, Ontario.
Stotnik Williams je v svoji vojaški službi dosegel 14 zračnih zmag.

## Življenjepis
Med prvo svetovno vojno je bil pripadnik Kraljevega letalskega korpusa, nato pa RAF.

## Odlikovanja
- Vojaški križec (MC)
- Medalja za vojaški pogum